# Ilie Greavu
Ilie „Cauciuc” Greavu (n. 19 iulie 1937, Sibiu, România – d. 1 aprilie 2007) a fost un fotbalist român care a jucat pe postul de fundaș. A făcut parte din echipa României care s-a clasat a cincea la Jocurile Olimpice de Vară din 1964. Pe plan intern, cea mai mare parte a carierei a jucat-o pentru Rapid București, cu care a obținut titlul național în 1967.

## Biografie
Ilie Greavu s-a născut pe 19 iulie 1937, la Sibiu. A început fotbalul în orașul natal la Progresul Sibiu, în 1952, de unde a plecat în 1954 . Rămas orfan după decesul tatălui său în cel de-al doilea Război Mondial, Greavu s-a apucat de fotbal târziu, la vârsta de 15 ani. Cele mai mari succese ale carierei sale sportive le-a avut în perioada în care a jucat la clubul bucureștean Rapid (1965-1971) .In anul 2004 cel care impresiona prin detenta sa a rămas fără „aripile” care îl duceau atât de sus. Din cauza unei artrite, picioarele i-au fost amputate.
S-a stins din viață pe 2 aprilie 2007 a decedat în urma unui infarct.

## Caracteristici tehnice

### Jucător
Fundaș stânga cu puternice înclinații ofensive, a dat dovadă de aceste talente de la echipele de tineret de la Progresul Sibiu unde a prins si loturile nationalei de tineret .
Supranumit și "Cauciuc", rămâne în istoria fotbalului românesc ca omul care a statuat procedeul deposedării adversarului prin alunecare de aceea i s-a spus "omul de cauciuc", si datorita sariturilor sale, căci având un fizic musculos și o talie mică, era mereu mai pe jos, iar deposedările le făcea prin alunecare și atât de elegant încât semănau cu o operație chirurgicală, cu o extracție stomatologică fără dureri. Arareori, Ilie Greavu era sancționat pentru fault, exceptând poate cazurile în care adversarii simulau și reușeau să deruteze arbitrii. Un om echilibrat, cumpătat, modest, cu viață sportivă, din care mare parte a dedicat-o piticilor și juniorilor, Nea Ilie nu a stat niciodată departe de clubul Rapid. 

## Cariera

### Inceputul
Greavu s-a apucat de fotbal târziu, la vârsta de 15 ani, în orașul natal. A jucat un singur sezon acasă, după care a fost transferat la Combinatul Poligrafic Casa Scânteii. În București, tânărul jucător s-a remarcat foarte repede și a evoluat 3 sezoane în Divizia B în timpul junioratului, după care a făcut saltul la Rapid.

### Rapid Bucuresti
In 1957 a ajuns la Rapid unde urma sa stea urmatorii 14 ani . A reusit sa faca performante istorice pentru clubul giulestean unde a ajuns la borna de 300 de meciuri pentru alb-visinii fiind al doilea cel mai selectat jucator fiind intrecut doar de Nae Stanciu cu 323 aparitii .
Datorită calităților sale foarte bune, a fost repede îndrăgit de către public. A devenit căpitanul echipei și împreună cu Motroc, Dan Coe și Macri a format o linie de fundași redutabilă. Ilie Greavu a jucat 10 meciuri pentru România , debutând pe 14 mai 1961 sub conducerea antrenorului Gheorghe Popescu I într-un amical care s-a încheiat cu o victorie cu 1-0 împotriva Turciei .  A jucat în șase meciuri la preliminariile Cupei Mondiale din 1966 .  Ultima sa apariție pentru echipa națională a fost pe 21 septembrie 1966 într-un amical împotriva Germaniei de Est, care s-a încheiat cu o înfrângere cu 2-0.  De asemenea, a jucat 12 jocuri pentru echipa olimpică a României și a participat la Jocurile Olimpice de vară din 1964 de la Tokyo , unde a jucat în toate cele 6 jocuri, ajutând echipa să termine pe locul 5
S-a retras de pe gazon la vârsta de 35 de ani, după 298 de meciuri jucate în prima divizie, dar a rămas alături de Rapid ca președinte sau ca antrenor. A câștigat campionatul pe țară cu juniorii, iar prin mâna sa au trecut sportivi precum Nicu Gheară sau Daniel Niculae. În 1997 s-a retras și din viața sportivă .

## Palmares

### Jucător

#### Club

##### Competiții naționale
- Campionatul Romaniei : 1

Rapid București : 1966–1967

##### Competiții internaționale
- Cupa Balcanilor : 2

Rapid București : 1963–1964 , 1964–1966
- Cupa Europeană a echipelor feroviare: 1

Rapid București : 1968

## Distincții
- Ordinul „Meritul Sportiv” clasa a III-a (25 octombrie 1966) „pentru rezultatele deosebite obținute în competițiile sportive internaționale, precum și pentru contribuția valoroasă adusă la dezvoltarea culturii fizice și sportului în țara noastră”[3]